# اندرو تیرنان
اندرو تیرنان (انگلیسی: Andrew Tiernan؛ زادهٔ ۳۰ نوامبر ۱۹۶۵) یک هنرپیشه اهل بریتانیا است. وی از سال ۱۹۸۹ میلادی تاکنون مشغول فعالیت بوده‌است. 
از فیلم‌ها یا برنامه‌های تلویزیونی که وی در آن نقش داشته است می‌توان به مستر نایس، ۳۰۰، ۳۰۰: ظهور یک امپراطوری، بازی خدا، انسان و سفیدبرفی اشاره کرد.